# Ulrich Surau
Ulrich Surau (* 19. srpna 1952, Emmerich am Rhein) je bývalý německý fotbalista, obránce.

## Fotbalová kariéra
Hrál v Německu za týmy Alemannia Aachen, Borussia Mönchengladbach, Rot-Weiss Essen, Bonner SC a nizozemský NEC Nijmegen. V bundeslize nastoupil v 69 utkáních a dal 6 gólů, v nizozemské lize nastoupil ve 32 utkáních a dal 5 gólů. Dvakrát vyhrál s Borussií Mönchengladbach bundesligu a jednou Pohár UEFA. V Poháru UEFA nastoupil v 17 utkáních.

## Ligová bilance
| Ročník                                  | Zápasy | Góly | Klub                     |
| --------------------------------------- | ------ | ---- | ------------------------ |
| Německá fotbalová Bundesliga 1971/72    | 14     | 0    | Borussia Mönchengladbach |
| Německá fotbalová Bundesliga 1972/73    | 26     | 3    | Borussia Mönchengladbach |
| Německá fotbalová Bundesliga 1974/75    | 14     | 0    | Borussia Mönchengladbach |
| Německá fotbalová Bundesliga 1975/76    | 3      | 0    | Borussia Mönchengladbach |
| Německá fotbalová Bundesliga 1976/77    | 12     | 3    | Rot-Weiss Essen          |
| 2. německá fotbalová Bundesliga 1976/77 | 7      | 2    | Bonner SC                |
| Eredivisie 1977/78                      | 20     | 5    | NEC Nijmegen             |
| Eredivisie 1978/79                      | 12     | 0    | NEC Nijmegen             |
| CELKEM německá bundesliga               | 69     | 6    |                          |